# Parafia św. Andrzeja Apostoła w Tursku
Parafia Świętego Andrzeja Apostoła w Tursku – parafia rzymskokatolicka, znajdująca się w diecezji kaliskiej, w dekanacie Gołuchów.